# 梅原出
梅原 出（うめはら いずる、1962年 - ）は、日本の物理学者。第16代横浜国立大学学長。

## 人物・経歴
大阪府生まれ。桃山学院高等学校を経て、1987年富山大学理学部卒業。1989年富山大学大学院理学研究科修士課程修了。1992年筑波大学大学院工学研究科博士課程修了、横浜国立大学工学部教務職員。1994年横浜国立大学工学部助手。2000年横浜国立大学工学部助教授。2002年東京大学物性研究所助教授併任。2009年横浜国立大学大学院工学研究院教授。2019年横浜国立大学理事（研究・評価担当）・副学長。2020年横浜国立大学理事（研究・財務・情報・評価担当）・副学長。2021年横浜国立大学学長。